# Kurt Vanryckeghem
Kurt Vanryckeghem, né le 14 octobre 1965 à Waregem, est un homme politique belge, membre du Christen-Democratisch en Vlaams (CD&V).

## Biographie
Kurt Vanryckeghem nait le 14 octobre 1965 à Waregem.
Lors des élections régionales de 2019, il est élu député au Parlement flamand.